# Addio Braverman
Addio Braverman (Bye Bye Braverman) è un film del 1968 diretto da Sidney Lumet.